# 達布 (阿肯色州)
達布（英語：Dub）是位於美國阿肯色州波因塞特縣的一個非建制地區。該地的面積和人口皆未知。

## 地理
達布的座標為35°31′20″N 90°21′27″W / 35.52222°N 90.35750°W，而該地的平均海拔高度為66米（即217英尺）。